# Türme zu Bürglen
Die Türme zu Bürglen sind vier Türme in der Gemeinde Bürglen im Schweizer Kanton Uri.
Die Türme wurden im 12. Jahrhundert gebaut und werden im Gemeindewappen gezeigt. Der sogenannte Meierturm besteht in seiner ursprünglichen Form. Der Wattigwilerturm beherbergt seit 1966 das Tell-Museum. Der dritte und vierte Turm bilden die Grundmauern des Gasthauses Tell und des Pfarrhauses.

Gemeindewappen
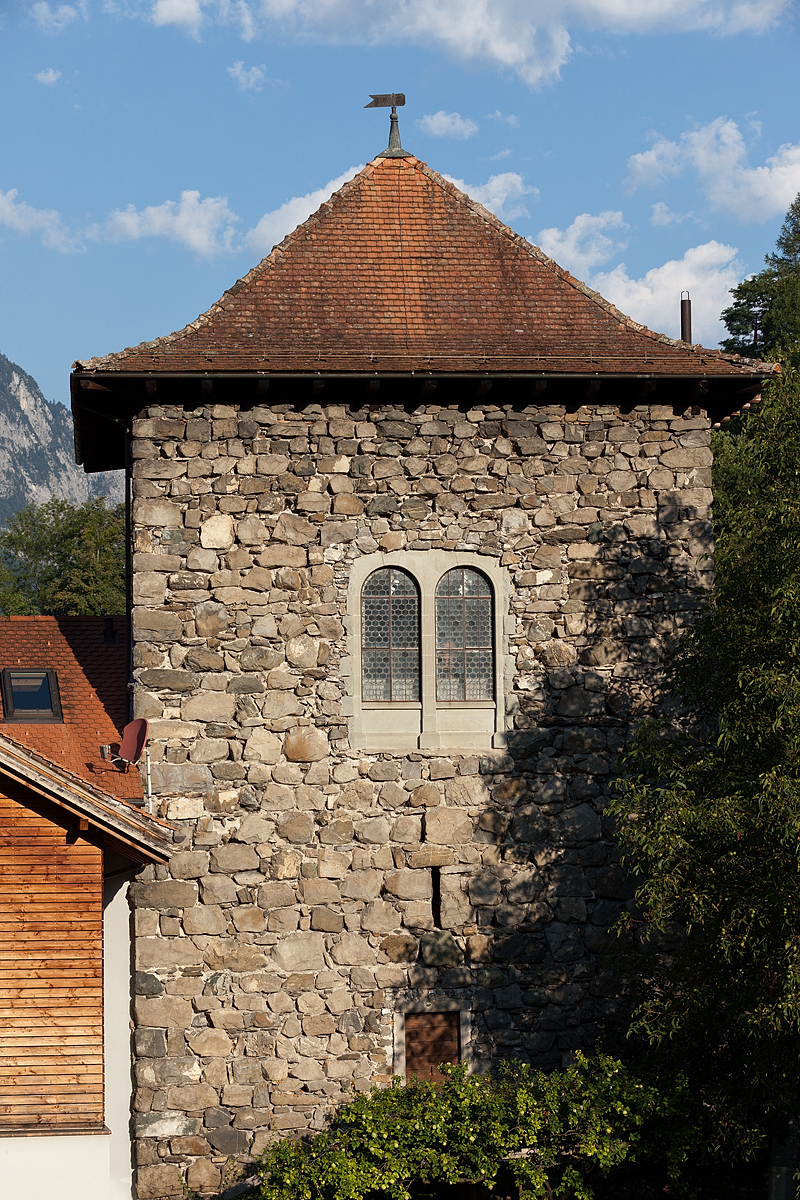
Meierturm
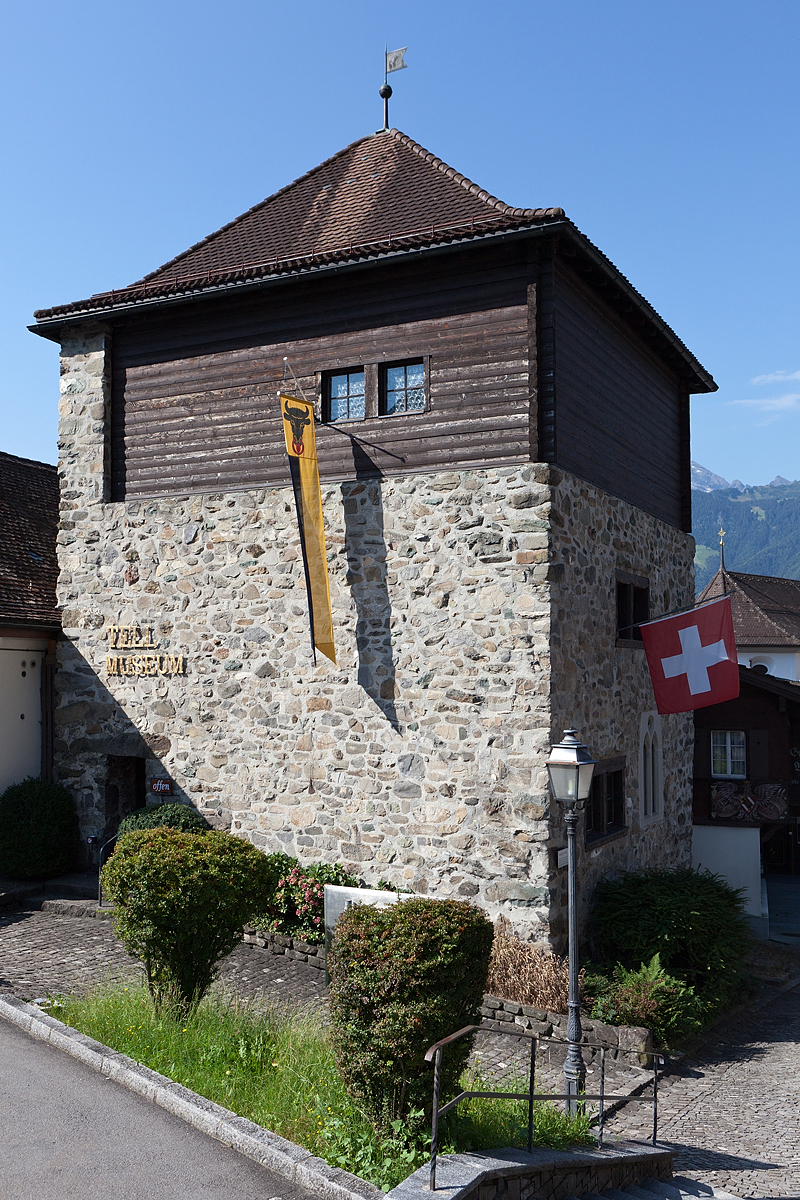
Tell-Museum

Die Türme sind ein Kulturgut von regionaler Bedeutung.